# 未確認中学生X
| 専門評論家によるレビュー            | 専門評論家によるレビュー |
| レビュー・スコア                    | レビュー・スコア         |
| 出典                                | 評価                     |
| ----------------------------------- | ------------------------ |
| 『Rolling Stone Japan』（南波一海） | [ 1 ]                    |

『未確認中学生X』（みかくにんちゅうがくせいエックス）は、私立恵比寿中学の5枚目のシングル（インディーズを含めると通算11枚目）である。2013年11月20日にDefSTAR RECORDSから発売された。

## 概要
初回生産限定α盤、初回生産限定β盤、サブカル盤（通常盤）の3形態での発売。サブカル盤のジャケットは、浅草でダイオウイカに追われる私立恵比寿中学のメンバーたちがコンセプトとなっている。
｢未確認中学生X｣のMV監督は関根勤。振り付けはラッキィ池田。MVには関根の他に飯尾和樹と岩井ジョニ男も出演している。チャンネルNECOで放送されていた『映画ちゃん』での共演がきっかけとなり関根がMV監督をすることになった。撮影風景は同番組内でも放送された。
シングルが発売される11月20日に先駆け、11月14日からコナミのアーケードゲームDance Evolution ARCADEに配信された。

## 収録曲
（私立恵比寿中学：瑞季、真山りか、杏野なつ、安本彩花、廣田あいか、星名美怜、鈴木裕乃、松野莉奈、柏木ひなた）

### 初回生産限定α盤
1. 未確認中学生X
作詞・作曲:IMAKISASA、編曲:APAZZI、IMAKISASA
アルバム『金八』（2015年）、ベストアルバム『「中卒」〜エビ中のイケイケベスト〜』（2016年）に8人バージョンの「未確認中学生X(金八ver.)」が収録
2. U.B.U.
曲名の読みは「うぶ」。
作詞:池田貴史・マネキン先生、作曲・編曲:池田貴史
TOKYO MX『エビ中の永遠に中学生(仮)2』オリジナルソング
アルバム『金八』（2015年）、ベストアルバム『「中辛」〜エビ中のワクワクベスト〜』（2016年）に8人バージョンの「U.B.U.(金八ver.)」が収録
3. I'm your MANAGER!!!
作詞:前山田健一・Twitterのみなさん、作曲・編曲:前山田健一
ポッカサッポロ「がぶ飲み」中高生応援ソング
レコーディングにはギター:masasucks（the HIATUS）、ベース:日向秀和（Nothing's Carved In Stone/ストレイテナー）、ドラム:大喜多崇規（Nothing's Carved In Stone）、ピアノ:佐野観が参加している。
ベストアルバム『「中辛」〜エビ中のワクワクベスト〜』（2016年）に8人バージョンの「I'm your MANAGER!!!(中辛ver.)」が収録

### 初回生産限定β盤
1. 未確認中学生X
2. U.B.U.
3. 使ってポートフォリオ
作詞・作曲：さつき が てんこもり、編曲：大箭マサヤ

### サブカル盤
1. 未確認中学生X
2. U.B.U.
3. Thanks! Merry Christmas K
作詞：辻純更・磯崎健史、作曲：上田晃司・磯崎健史、編曲：上田晃司・川端良征
 サークルKサンクスクリスマスタイアップソング

## 備考
- 2022年に行われた私立恵比寿中学新メンバーオーディションは「未確認中学生X」をコンセプトとしていた[5]。オーディションの結果、2022年10月1日に桜井えま、仲村悠菜の合格が発表された[6]。2022年12月17日、前日に柏木ひなたが卒業し、新メンバーの桜井えま、仲村悠菜が初めて出演する幕張メッセで開かれた私立恵比寿中学のライブ「私立恵比寿中学 New style 大学芸会〜run in our ebichu family〜」の1曲目としてオーディションのコンセプトでもあった「未確認中学生X」が披露された[7]。
- 2025年3月20日にさいたまスーパーアリーナで行われる予定である私立恵比寿中学のライブ「私立恵比寿中学15th Anniversary大学芸会2025〜LOVE&BRAVE〜」を盛り上げる企画のひとつとして、2024年10月30日 21:00から12月1日までの間、「未確認中学生X」TikTok祭りが開催され、その一環として「＃みかちゅう グランプリ」が開催された。「未確認中学生X（みかくにんちゅうがくせいエックス）」が「みかちゅう」と略され、「＃みかちゅう」などがタグ付けされた「未確認中学生X」の音源を使用したTikTok動画の投稿を促進させた[8]。